# Налимова, Екатерина Сергеевна
Екатерина Сергеевна Налимова (род. 22 мая 1997 года) — российская пловчиха в ластах.

## Карьера
Специализируется на марафонских дистанциях. Тренеры — Петров В. Г., Карасева М. В..
На чемпионате России 2016 года завоевала серебро (на дистанции 1500 м) и бронзу (на дистанции 800 м).
На чемпионате России 2017 года завоевала золото (на дистанции 800 метров), серебро (на дистанции 1500 метров) бронзу (на дистанции 400 метров).
На чемпионате Европы 2017 года стала чемпионкой в смешанной эстафете 4х2 км. На дистанции 800 метров Екатерина была шестой.
Студентка строительного института УрФУ.